# Pihi
De Pihi is een mythologische vogel met maar één vleugel; in het westen gepopulariseerd door de Franse dichter Guillaume Apollinaire, die een beschrijving vond in een obscuur boek over Chinese mythologie. Omdat de vogel maar één vleugel heeft, kan het dier alleen als stelletje vliegen.
De Chine sont venus les pihis longs et souples.
Qui n'ont qu'une seule aile et qui volent par couples.